# Natalin (powiat łukowski)
Natalin – wieś w Polsce położona w województwie lubelskim, w powiecie łukowskim, w gminie Adamów.
Miejscowość wchodzi w skład sołectwa Żurawiec.
Wierni Kościoła rzymskokatolickiego należą do parafii Nawiedzenia Najświętszej Maryi Panny w Woli Gułowskiej.
W latach 1975–1998 miejscowość należała administracyjnie do województwa siedleckiego.